# اجلاس ۲۰۱۹ ورشو
اجلاس ۲۰۱۹ ورشو، طی روزهای ۱۳ و ۱۴ فوریه در ورشو، لهستان برگزار می‌شود. این اجلاس به درخواست وزارت خارجه ایالات متحده آمریکا طی اطلاعیه‌ای در تاریخ ۱۱ ژانویه ۲۰۱۹ اعلام شد. مایک پومپئو وزیر خارجه ایالات متحده در مصاحبه‌ای با شبکه خبری فاکس نیوز هدف از این اجلاس را برقراری صلح، آزادی و امنیت در خاورمیانه اعلام کرد.
به دلیل روابط خوب دولت کنونی لهستان با آمریکا، ورشو برای این اجلاس انتخاب شده‌است.
روز سه شنبه ۱۲ فوریه وزیران خارجه آمریکا و لهستان پیش از برگزاری نشست ورشو یک کنفرانس مطبوعاتی در پایتخت لهستان برگزار کردند. مایک پمپئو وزیر خارجه آمریکا در این کنفرانس خبری از شرکت بیش از ۶۰ کشور در نشست دو روزه ورشو خبر داد.
برخی کشورها اعلام کرده‌اند در این اجلاس شرکت نمی‌کنند. فدریکا موگرینی رئیس سیاست خارجی اتحادیه اروپا، به گفته مقامات این اتحادیه در این اجلاس با اهداف ضد ایرانی حضور نخواهد یافت. برخی از کشورهای اروپایی این اجلاس را بایکوت کردند. وزیر خارجه انگلستان در اجلاس ورشو شرکت می‌کند.

## اعلان اجلاس مشترک
در ۱۱ ژانویه ۲۰۱۹ دولت‌های ایالات متحده آمریکا و جمهوری لهستان بیانیه‌ای با نام «ترویج آینده ای از صلح و امنیت در خاورمیانه» ، منتشر و اعلام کردند: «ایالات متحده آمریکا و جمهوری لهستان در ۱۳–۱۴ ماه فوریه، مشترکاً میزبان «اجلاس وزرا برای ترویج آینده ای از صلح و امنیت در خاورمیانه» در ورشو خواهند بود. کشورهایی از سراسر دنیا برای شرکت در این اجلاس دعوت شده‌اند… این اجلاس وزرا به طیفی از مسائل حیاتی از جمله تروریسم و افراطی‌گری، تولید و گسترش موشک‌ها، امنیت و تجارت دریایی، و تهدیدات گروه‌های نیابتی در سراسر منطقه خاورمیانه خواهد پرداخت… اجلاس مشترک وزرا، همچنین بر مشارکت نزدیک و استراتژیک و منافع مشترک ایالات متحده و لهستان در ترویج صلح و امنیت بین‌المللی تأکید دارد.»

## کنفرانس مطبوعاتی
روز سه شنبه ۱۲ فوریه مایک پمپئو وزیر خارجه آمریکا با همتای لهستانی خود کنفرانس خبری برگزار کردند.
در این کنفرانس که پیش از برگزاری نشست ورشو در پایتخت لهستان برگزار شد وزیر خارجه آمریکا گفت در این نشست دو روزه بیش از شصت کشور حضور خواهند داشت. وی همچنین گفت: «ما چندین هفته است که برای این نشست برنامه‌ریزی کرده‌ایم. وزرای کشورهای مختلف در این نشست حضور دارند و این نشست مهمی برای آینده خاورمیانه خواهد بود.»
در این کنفرانس خبری وزیر خارجه لهستان گفت: «تاکنون اقدامات و راه حل‌ها نتوانسته بحران‌ها در خاورمیانه را برطرف کند.»

## دیدارها
- وزارت خارجه آمریکا اعلام کرد در لهستان، وزیر امور خارجه آمریکا، مایک پمپئو با وزیر خارجه لهستان چاپوتوویتس ملاقات خواهد کرد، مسائل امنیتی و انرژی را مورد گفتگو قرار خواهد داد برای تقویت رابطه قوی که ایالات متحده با لهستان دارد. در اجلاس وزیران در لهستان برای ترویج یک آینده ای با صلح و امنیت در خاورمیانه میزبانی مشترک خواهند کرد.[۸]

## برگزاری اجلاس
صبح پنجشنبه ۱۴ فوریه ۲۰۱۹ جلسات رسمی اجلاس ورشو آغاز شد. این اجلاس با حضور نمایندگانی از ۷۰ کشور جهان، روی مسائل منطقه و خاورمیانه متمرکز است.
مایک پمپئو در سخنان آغازین کنفرانس ورشو گفت: «چالش‌های زیادی در مقابل ما است، ولی این فقط نقطه‌ای برای شروع است.»
وی ادامه داد: «همان‌طور که در سفر اخیر خود به قاهره گفتم، ما نیاز به برنامه‌ای جامع برای چالش‌های خاورمیانه داریم.»
وی گفت: «برگزاری این کنفرانس نشانگر خواست رئیس‌جمهور دونالد ترامپ در جمع کردن کشورهای شرکت‌کننده، برای حل بحران‌های خاورمیانه است.»
وی در پایان گفت: «کنفرانس ورشو موضوعاتی چون ایران، جنگ در سوریه، پرونده یمن و روند صلح میان اسرائیل و فلسطینی‌ها را مورد بحث قرار خواهد داد.»
در شروع این جلسه مایک پمپئو به خبرنگاران گفت: «جمهوری اسلامی تهدید اصلی در خاورمیانه است و عقب راندن ایران را محور مواجهه با مشکلات منطقه دانست.»
همچنین وزارت خارجه لهستان در پاسخ به گفته‌های ظریف گفت: «کنفرانس ورشو بازتاب‌دهنده دموکراسی، آزادی بیان و همبستگی است»، «هیچ تروریستی امروز در ورشو حضور ندارد».
مایک پنس معاون رئیس‌جمهور آمریکا از کشورهای اروپایی خواست بدنبال آمریکا از توافق هسته ای ۲۰۱۵ ا (برجام) با ایران خارج شوند و با تلاشهای دور زدن تحریم‌های آمریکا مقابله کنند.
پنس گفت: «ایران بزرگترین حامی تروریسم در جهان و بزرگترین تهدید صلح و امنیت در خاورمیانه است.»
وی همچنین گفت: «جهان نباید فرصت حمایت از مردم ایران و صلح جهانی را از دست بدهد.»

## شرکت کشورها

### کشورهای شرکت کننده
- براساس بیانیه وزارت امور خارجه لهستان، این اجلاس تشکلی برای کشورهای شرکت کننده است که در مورد بی‌ثباتی در منطقه خاورمیانه نگران هستند. این اجلاس برای به اشتراک گذاشتن ارزیابی‌هایشان و پیشنهاد ایده‌هایی با شیوه‌ای بهتر و رو به پیش است. نزدیک به هفتاد کشور برای شرکت در این اجلاس دعوت شده‌اند، اما از ایران برای شرکت در این اجلاس دعوت نشده‌است.[۱۸]
- مایک پنس معاون رئیس‌جمهور آمریکا در ماه فوریه در جلسه وزرا برای ارتقاء آینده صلح و امنیت در خاورمیانه به لهستان سفر و در اجلاس شرکت می‌کند.[۱۹]
- جرمی هانت وزیر خارجه انگلستان موافقت کرده‌است تا در اجلاس سازمان داده شده توسط آمریکا در ورشو شرکت کند.[۵]
- عربستان سعودی، امارات متحده عربی و اسرائیل در بلندپایه‌ترین سطح به لهستان رفتند.[۲۰]

### کشورهایی که شرکت ندارند
- یک دیپلمات اتحادیه اروپا گفت: «فدریکا موگرینی رئیس سیاست خارجی اتحادیه اروپا، بخاطر آنکه برنامه اش پر می‌باشد، در این اجلاس شرکت نخواهد کرد.»[۲۱]
- به نوشته وال استریت ژورنال اتحادیه اروپا اعلام کرد که در این نشست حضور نخواهد یافت.[۲۲]
- روسیه اعلام کرد که در این اجلاس شرکت نخواهد کرد.[۲۳]
- لبنان به این کنفرانس دعوت نشده‌است. مقام آمریکایی آنرا به مصلحت لبنان دانست.[۲۴]
- مقامات فلسطین اعلام کردند در اجلاس ورشو حضور نخواهند داشت.[۲۵]
- ۳ هزار نفر از فعالان صلح در جهان، کشورهای مختلف را به تحریم این نشست فراخواندند.[۲۶]

## واکنش‌ها
- مایک پمپئو، وزیر خارجه ایالات متحده آمریکا در سفرش به قطر در نیمه ژانویه، دربارهٔ اجلاس ورشو گفت: «ائتلاف عظیم که آماده کمک به ایجاد ثبات و صلح در خاورمیانه است.»[۲۷]
- جاناتان کوهن، معاون نماینده آمریکا در سازمان ملل، در ۲۲ ژانویه در شورای امنیت، دربارهٔ اجلاس ورشو گفت که «قرار است در آن ایده‌های زیادی ارائه شوند و به پیشرفت طرحی برای «معماری امنیتی قوی تر» در خاورمیانه یاری برساند.»[۲۸]
- مشاور ارشد رئیس‌جمهور لهستان کریستوف سرزسکی به رادیو تلویزیون عمومی لهستان گفت که «واکنش تهران قابل پیش‌بینی بود و بیش از شعارهای تکراری نبود».[۲۱]
- ماسی لانگ، معاون وزیر خارجه لهستان به ادریسی کرمانشاهی، سفیر ایران در ورشو گفت: «نزدیک به ۸۰ کشور که ظاهراً دارای دیدگاه‌های مختلف می‌باشند و با ایران روابط متفاوتی دارند برای شرکت در این اجلاس دعوت شده‌اند.»[۲۱]
- انور قرقاش وزیر مشاور در امور خارجه امارات با تأیید اقدام آمریکا برای برگزاری نشست لهستان به منظور بررسی بحران‌های خاورمیانه، آن را یک فرصت برای ارسال پیامی یکپارچه به ایران دربارهٔ نگرانی‌های جامعه بین‌الملل نسبت به فعالیت‌های نگران کننده در منطقه دانست.[۲۹]

### واکنش مقامات ایران
- مقامات ایران دیپلمات بلندپایه لهستان در ایران را فرا خواندند و در واکنش به اجلاس، یک فستیوال فیلم لهستان را لغو کردند.[۳۰][۳۱]

## گردهمایی در ورشو
- روز چهارشنبه ۱۳ فوریه یک گردهمایی توسط شورای ملی مقاومت ایران علیه جمهوری اسلامی ایران در ورشو برگزار شد،[۳۲][۳۳] که در آن رودی جولیانی وکیل پرزیدنت ترامپ و شهردار سابق نیویورک یکی از سخنرانان بود.[۳۲][۳۴][۳۵] جولیانی از کنفرانس خاورمیانه در ورشو خواهان موضع قاطع علیه ایران شد تا حکومت ایران را وادارد تا مسیری دموکراتیک را پیش بگیرد.[۳۴][۳۵][۳۶][۳۷] وی گفت: «جهت داشتن صلح و امنیت در خاورمیانه بایستی یک تغییر عمده در رژیم استبداد مذهبی در تهران باشد. این استبداد بایستی خاتمه یابد و سریعاً خاتمه یابد تا ما به صلح و ثبات برسیم.»[۳۵][۳۸]
- مریم رجوی رئیس سازمان مجاهدین خلق ایران طی پیامی ویدئویی به این تجمع گفت: «برای مقابله با تروریسم و جنگ‌افروزی رژیم ولایت فقیه، علاوه بر آمریکا، اتحادیه اروپا نیز تحریم‌هایی علیه این رژیم اعمال کرده‌است. اما این کافی نیست و باید قاطع‌تر در مقابل این رژیم بایستند.»[۳۹] وی خواستار تحریم «تمامیت سپاه پاسداران» از سوی آمریکا و اتحادیه اروپا شد.[۳۲][۴۰][۴۱]